# 2011–2012-es cseh labdarúgó-bajnokság (első osztály)
A 2011–2012-es cseh labdarúgó-bajnokság a cseh labdarúgó-bajnokság legmagasabb osztályának 19. alkalommal megrendezett bajnoki éve volt. A pontvadászat 16 csapat részvételével, 2011. július 29-én indult és 2012. május 12-én ért véget.
A bajnoki címet a Slovan Liberec csapata nyerte, mely a klub történetének 3. bajnoki címe. A Bohemians 1905 és a Viktoria Žižkov kiesett az élvonalból.

## A bajnokság rendszere
A pontvadászat 16 csapat részvételével zajlott, a csapatok őszi–tavaszi lebonyolításban oda-visszavágós, körmérkőzéses rendszerben mérkőztek meg egymással. Minden csapat minden csapattal két alkalommal játszott, egyszer pályaválasztóként, egyszer pedig idegenben.
A pontvadászat végső sorrendjét a 30 bajnoki forduló mérkőzéseinek eredményei határozták meg a szerzett összpontszám alapján kialakított rangsor szerint. A mérkőzések győztes csapatai 3 pontot, döntetlen esetén mindkét csapat 1-1 pontot kapott. Vereség esetén nem járt pont.

## Változások a 2010–11-es szezont követően
Búcsúzott az élvonaltól
- Ústí nad Labem 15. helyezettként.
- Zbrojovka Brno 16. helyezettként.

Feljutott az élvonalba
- Dukla Praha, a másodosztály (Druhá liga) győzteseként.
- Viktoria Žižkov a másodosztály 2. helyezettjeként.

## A bajnokság végeredménye
|     | #   | Csapat           | P  | M  | Gy | D  | V  | RG | KG | GK  |
| --- | --- | ---------------- | -- | -- | -- | -- | -- | -- | -- | --- |
| CZE | 1.  | Slovan Liberec   | 66 | 30 | 20 | 6  | 4  | 68 | 29 | +39 |
|     | 2.  | Sparta Praha     | 64 | 30 | 20 | 4  | 6  | 51 | 25 | +26 |
|     | 3.  | Viktoria Plzeň   | 63 | 30 | 19 | 6  | 5  | 66 | 33 | +33 |
|     | 4.  | Mladá Boleslav   | 50 | 30 | 15 | 5  | 10 | 49 | 34 | +15 |
|     | 5.  | Teplice          | 46 | 30 | 12 | 10 | 8  | 36 | 30 | +6  |
|     | 6.  | Dukla Praha      | 42 | 30 | 11 | 9  | 10 | 42 | 35 | +7  |
|     | 7.  | Slovácko         | 41 | 30 | 12 | 5  | 13 | 29 | 32 | -3  |
|     | 8.  | Baumit Jablonec  | 40 | 30 | 11 | 7  | 12 | 54 | 43 | +11 |
|     | 9.  | Příbram          | 39 | 30 | 11 | 6  | 13 | 44 | 56 | -9  |
|     | 10. | České Budějovice | 35 | 30 | 9  | 8  | 13 | 30 | 51 | -21 |
|     | 11. | Sigma Olomouc1   | 34 | 30 | 11 | 10 | 9  | 42 | 38 | +4  |
|     | 12. | Slavia Praha     | 34 | 30 | 8  | 10 | 12 | 28 | 34 | -6  |
|     | 13. | Hradec Králové   | 31 | 30 | 8  | 7  | 15 | 22 | 38 | -16 |
|     | 14. | Baník Ostrava    | 28 | 30 | 7  | 7  | 16 | 31 | 48 | -17 |
|     | 15. | Bohemians 1905   | 24 | 30 | 6  | 6  | 18 | 20 | 54 | -34 |
|     | 16. | Viktoria Žižkov  | 19 | 30 | 5  | 4  | 21 | 23 | 55 | -32 |

1A Sigma Olomouc csapatától 9 pont levonva

|  | 1. liga bajnoka, 2012–13-as UEFA-bajnokok ligája – 2. selejtezőkör |
|  | 2012–13-as Európa-liga#3. selejtezőkör – 3. selejtezőkör           |
|  | 2012–13-as Európa-liga#2. selejtezőkör – 2. selejtezőkör           |
|  | Kiesett a másodosztályba                                           |

- A Slovan Liberec a 2011-12-es szezon bajnoka.
- A Slovan Liberec részt vett a 2012–13-as UEFA-bajnokok ligájában.
- A Sparta Praha, a Viktoria Plzeň és a Sigma Olomouc részt vett a 2012–13-as Európa-ligában.
- A Bohemians 1905 és a Viktoria Žižkov kiesett a másodosztályba (Druhá liga).